# Cours après le temps
O Luxemburgo no Festival Eurovisão da Canção 1982 foi representado pela canção Cours après le temps (português: Corre atrás do tempo) interpretada em francês por Svetlana. O referido tema tinha letra de Michel Jouveaux, música de Cyril Assous e foi orquestrada por Jean Claudric.
A canção transmite-nos problemas do mundo moderno - com Svetlana sugerindo que todo o mundo está preocupado com o "tempo", "dinheiro" e "glória" e essas coisas têm ultimamente trazido problemas. Como ela explica na canção "Se eu tivesse de andar todo o tempo o que faria eu com o dinheiro?". A canção diz simplesmente que ela irá simplesmente amar e se isso é loucura, ela quer encontrar outras pessoas loucas.
A canção luxemburguesa foi a segunda a ser interpretada na noite do evento, a seguir à canção portuguesa e antes da canção norueguesa interpretada por Jahn Teigen & Anita Skorgan. Após a votação, a canção do Luxemburgo terminou em 6º lugar (entre 18 países participantes) e recebeu 78 votos.